# Krzyż Wielkopolski
Krzyż Wielkopolski este un oraș în Polonia.